# 철인왕
철인왕(哲人王, philosopher king)은 플라톤의 유토피아인 칼리폴리스의 지배자이다. 《국가론》에 따른 플라톤의 이상국가는 “철학자가 왕이 되어야만 하는 … 또는 현재 왕이라고 불리는 자들이 성실하고 충분히 철학자화되어야 하는” 도시국가였다.

## 같이 보기
- 계몽절대주의
- 기술관료제
- 신권 정치